# Teletón 2013 (Colombia)
Teletón Colombia de 2013 fue la decimoctava versión de Teletón Colombia que recaudó recursos para beneficiar a la comunidad con discapacidad del país y la creación de una red de centros de rehabilitación en Colombia. Se realizó a partir de las 22.00 hora de Colombia del día viernes 8 de marzo hasta la 01:30 hora de Colombia del día domingo 10 de marzo de 2013. El eslogan fue "Hagamos posible lo imposible".
Se emitió desde los Estudios de R.T.I. Televisión a través de los canales privados Caracol y RCN Televisión (incluyendo sus respectivas señales internacionales) con una meta inicial de $ 10 492 452 056; un peso más del total obtenido cuando se hizo la campaña anterior en 2011. En efecto, la meta fue superada, dado que el último cómputo a la 1:21 de la mañana del día 8 fue de $10 659 397 531. La cifra final, publicada en 18 de abril de 2014, fue de $11 310 611 000.
| Meta inicial | $ 10 492 452 056 |
| Recaudado    | $ 10 659 397 531 |

## Inicio
La Teletón empezó, como ha sido de costumbre, a las 22:00 horas (Hora local de Colombia), siendo transmito por RCN y CARACOL. La apertura de este evento ha estado a cargo del grupo musical Misi (quien posteriormente contribuyó con $2 000 000 de pesos) con su canción "Posible será".

## Índice de audiencia
El evento Teletón fue el menos visto de las tres últimas ediciones con una recepción, siendo de 3,4 puntos el bloque más visto de todos en RCN. Los demás bloques oscilaron entre los cero y tres puntos.

## Cómputos
A continuación se presentarán los cómputos con sus respectivas horas y montos durante la Teletón Colombia :
| N.º | Hora  | Monto en pesos  | % meta   | Monto en dólares |
| --- | ----- | --------------- | -------- | ---------------- |
| 1   | 23:28 | $566 929 943    | 5,4 %    | $314 961         |
| 2   | 00:11 | $940 969 435    | 8,96 %   | $522 326         |
| 3   | 01:55 | $1 100 211 771  | 10,48 %  | $611 228         |
| 4   | 03:00 | $1 103 595 271  | 10,51 %  | $613 108         |
| 5   | 05:40 | $1 109 908 366  | 10,57 %  | $616 615         |
| 6   | 10:27 | $1 318 350 614  | 12,56 %  | $731 807         |
| 7   | 11:47 | $1 853 006 235  | 17,66 %  | $1 028 590       |
| 8   | 12:28 | $2 049 875 176  | 19,53 %  | $1 137 870       |
| 9   | 14:01 | $2 466 955 700  | 23,51 %  | $1 369 390       |
| 10  | 16:05 | $3 024 696 750  | 28,82 %  | $1 678 990       |
| 11  | 18:58 | $4 203 640 688  | 40,06 %  | $2 333 410       |
| 12  | 21:39 | $6 587 994 900  | 62,78 %  | $3 649 860       |
| 13  | 22:20 | $7 788 772 304  | 74,23 %  | $4 315 110       |
| 14  | 23:51 | $8 397 062 482  | 80,02 %  | $4 652 110       |
| 15  | 00:47 | $9 178 685 267  | 87,47 %  | $5 085 140       |
| 16  | 01:21 | $10 659 397 531 | 101,59 % | $5 915 965       |

## Participantes
| Estos son los artistas que estuvieron en la tarima de la Teletón estuvieron artistas internacionales como Alexs Syntek un cantante de México, Beto Cuevas un cantante de Chile Isabella Castillo una actriz de Cuba más conocida como Grachi junto a Andrés Mercado un actor Colombiano pero que fue adaptado como estadounidense más conocido como Daniel. - Misi (Apertura, Cantante de la canción Oficial) - Rey Ruiz - Fanny Lu - Pipe Bueno - Las Extrellas - Shako - Ricardo Torres - La Bermúdez - Reykon - Shaira - Miranda & la Soul band - Fundación Seres - Siam - Álex Campos - Lucas Arnau - Aleks Syntek - Beto Cuevas - Alberto Plaza - Isabella Castillo & Andrés Mercado (Elenco de la serie Grachi) | - Jorge Alfredo Vargas - Iván Lalinde - Andrea Serna - Felipe Arias Presentadores invitados - Mary Méndez - Iván Marín - Mauricio Vélez - Sara Uribe - Rodrigo Castro - Mery Moon - Javier Mejía - Mónica Fonseca - Rafael Taibo - Catalina Gómez - Jessica Cediel - María Lucía Fernández (Bogotá) - Andrea Guerrero (Bogotá) - Siad Char (Cartagena) - Ana Milena Gutiérrez (Cali) - Catalina Castillo (Set Digital) - Carolina Soto (Set Digital) - Diego Saenz (Set Digital) - Alejandra Buitrago (Set Digital) - Ana Karina Soto (Soacha) - Mateo Ramírez (Villavicencio) - David de los Rios (Pasto) | - María Luisa Calle - Yolanda Rayo - Sebastián Yepes - Tatán Mejía - Taliana Vargas - Karoll Márquez - La Toya Montoya - Juliana Galvis - Isa Mosquera - Catalina Robayo - Paola Tovar - Faustino Asprilla - Víctor Hugo Aristizábal - Vivi Kim - Jhonny Ramirez - Chicas Águila (recaudadoras,presentadoras y modelaje) - Óscar Naranjo |

## Empresas patrocinadoras
Nacional:
- Claro de Colombia - 300 000 000 de pesos.
- Organización Corona - 900 000 000 de pesos.
- Equidad Seguros - 500 000 000 de pesos.
- Cine Colombia - 67 000 000 de pesos.
- Grupo Éxito - 567 000 000 de pesos.
- Cervecería Bavaria - 370 000 000 de pesos.
- RTI Producciones - 530 000 000 de pesos.
- Grupo Falabella - 450 000 000 de pesos.
- Grupo Lucchetti - 80 000 000 de pesos.
- Lácteos Alpina - 65 000 000 de pesos.
- Homecenter - 500 000 000 de pesos.
- Grupo AVAL - 500 000 000 de pesos.
- Grupo Davivienda - 500 000 000 de pesos.
- Tigo de Colombia - 530 000 000 de pesos.

Internacional:
- Titmouse Animation Inc - 10 850$.
- Viacom de Colombia - 5780$.